# Neacomys guianae
Neacomys guianae és una espècie de mamífer rosegador de la família dels cricètids. Viu a Guyana, el Surinam i el sud-est de Veneçuela. Es tracta d'un animal nocturn que s'alimenta de llavors, fruita i insectes. El seu hàbitat natural són els boscos humits espessos de plana. És una espècie en risc mínim, és a dir, no sembla que hi hagi cap amenaça significativa per a la seva supervivència.